# Original Heidelberger Tiegel

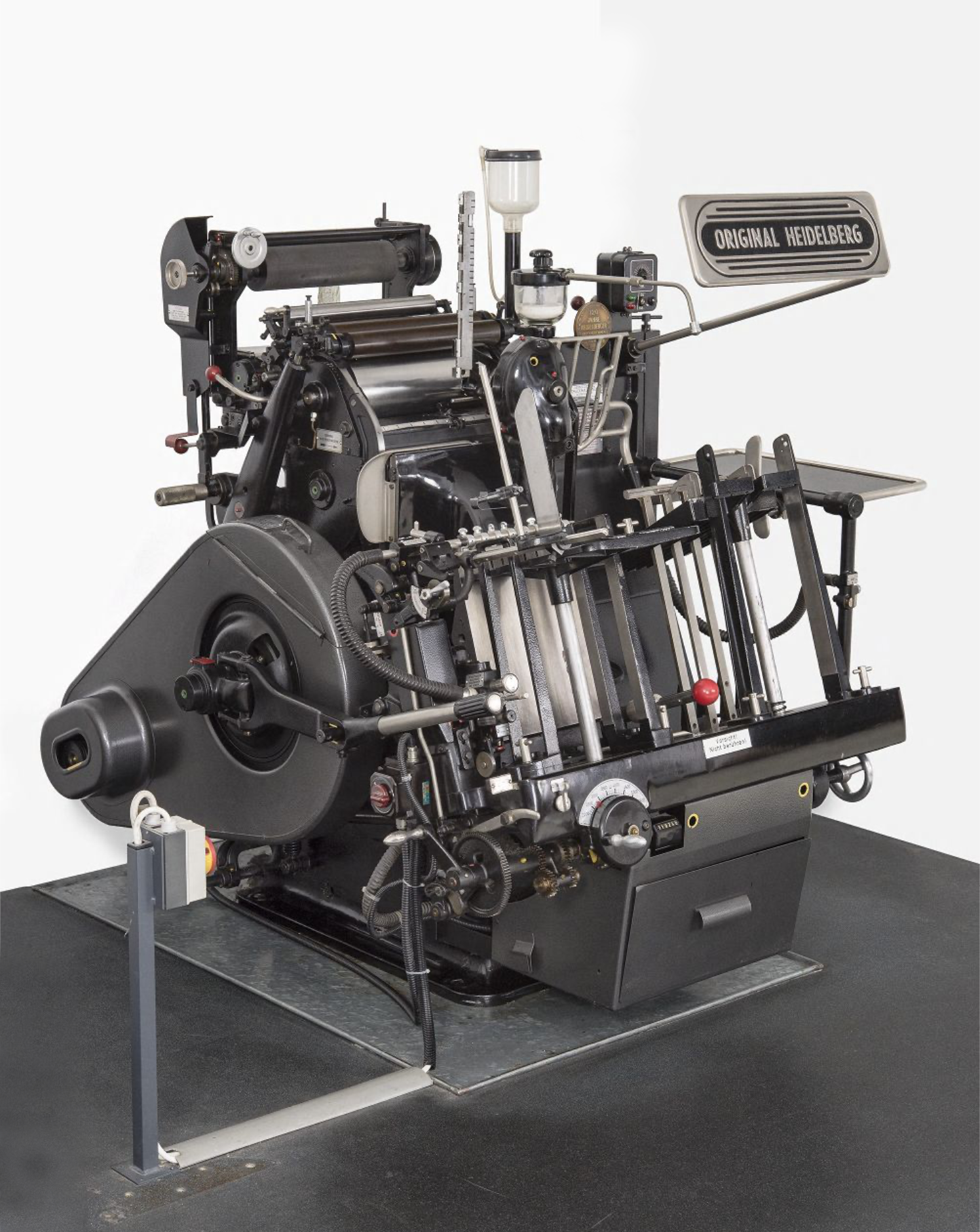
Original Heidelberger Tiegel in „geschlossenem“ (Druck auf Gegendruck) Zustand. Dieses Modell ist mit einer Zusatzvorrichtung zum Heißfolienprägen ausgestattet

Der Original Heidelberger Tiegel (OHT) ist eine Druckmaschine der Heidelberger Druckmaschinen AG, die im Hochdruckverfahren (auch als Buchdruck bekannt) arbeitet. Technisch gesehen zählt sie zu den Tiegeldruckpressen nach dem Kniehebelsystem. Der OHT ist die weltweit bekannteste und am weitesten verbreitete Form dieses Maschinentyps.

## Geschichte

### Allgemeines
Der OHT wurde 1914 (damals noch unter der Bezeichnung „Heidelberger Druckautomat“) zum ersten Mal auf der „BUGRA“, der internationalen Ausstellung für das Buchgewerbe in Leipzig vorgestellt. Wegen des Ersten Weltkrieges begann die Schnellpressenfabrik Aktiengesellschaft Heidelberg mit der Serienproduktion erst 1921, ab 1926 wurden am Fließband bis zu 100 Maschinen pro Monat produziert. Die Tiegelpresse entwickelte sich in dieser Zeit zum erfolgreichsten Produkt der Schnellpressenfabrik in Heidelberg. Das Modell wurde bis in die 1930er Jahre mehrfach verbessert und in den neuen Versionen als „Super-Heidelberger“, „Ultra-Heidelberger“ usw. präsentiert. In der Produktionszeit von 1926 bis 1985 wurden 165.100 Maschinen gebaut. Damit ist der Original Heidelberger Tiegel die mit Abstand am häufigsten produzierte Druckmaschine der Welt.

### Vertrieb
Zum Erfolg trug die von Hubert Sternberg, ab 1926 Vorstandsmitglied der Heidelberger Druckmaschinen AG, entwickelte Vertriebsstrategie bei. Sternberg ließ die Tiegelpresse in Autobussen, sogenannten Vorführwagen, installieren, um mit ihnen das Produkt vor Ort bei den Druckereien vorzuführen. Zusätzlich wurde ein Ratenzahlungssystem eingeführt. Durch diese Maßnahmen wurden die Verkäufe und damit auch die Produktion gesteigert, wodurch die Fließbandfertigung aufgenommen werden konnte.

### Name
Nach dem Zweiten Weltkrieg baute der tschechoslowakische Hersteller ADAST auf dem Prinzip des „Heidelberger Druckautomaten“ eine ähnliche Maschine unter der Markenbezeichnung „Grafitex“ nach. Das Unternehmen konnte sich rechtlich nicht gegen diese Kopie wehren. Als Gegenmaßnahme entwickelte Heidelberger einen neuen, schwenkbaren Greiferschutz mit Notausfunktion mit dem Schriftzug ORIGINAL HEIDELBERG, der als Warenzeichen eingetragen wurde. Daraus entstand die endgültige Bezeichnung des OHT.

## Technik

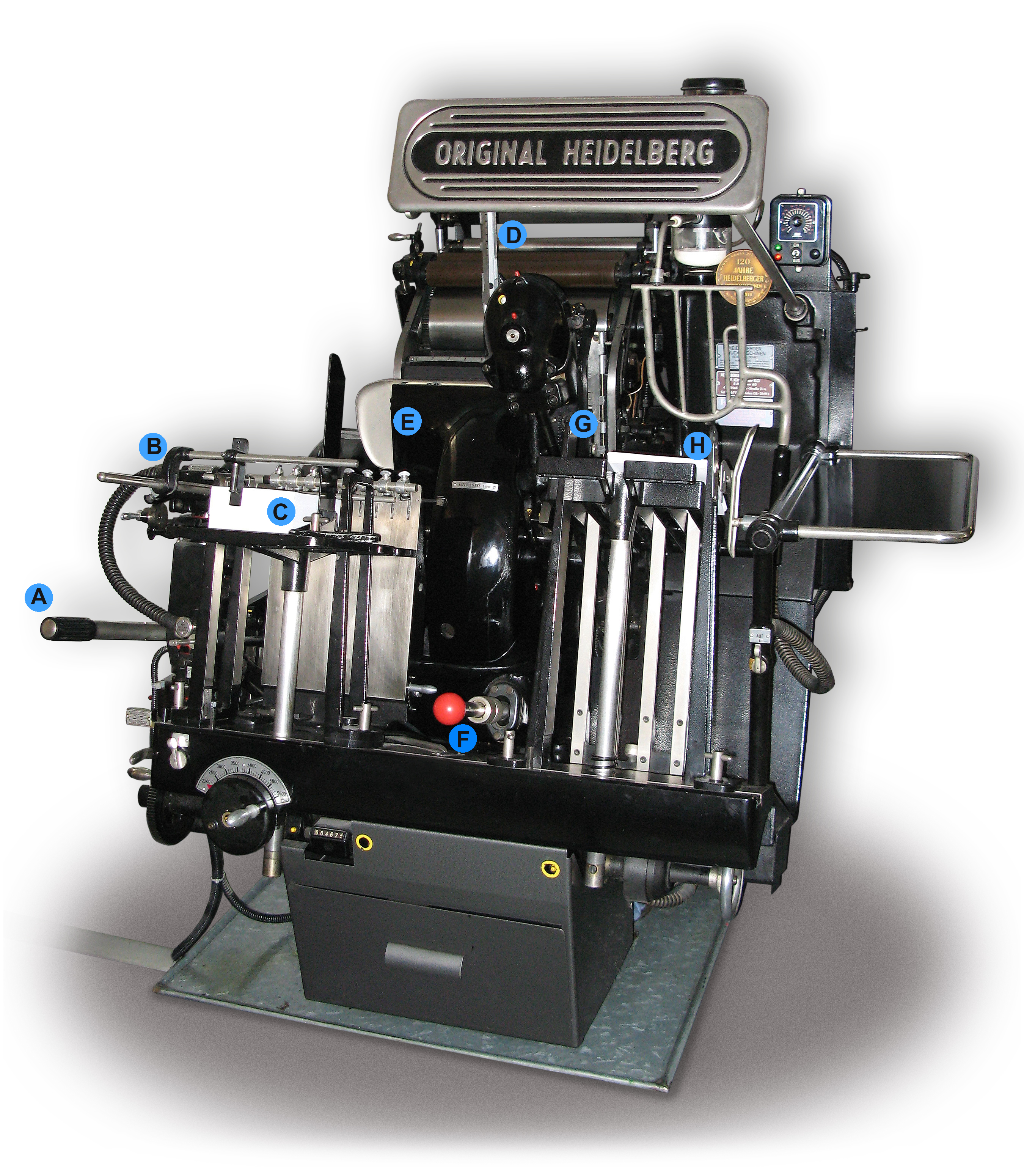
Original Heidelberger Tiegel (OHT). Erklärung siehe bei Druckvorgang

### Allgemeines
Der entscheidende Vorteil des OHT war sein An- und Auslagesystem: Während bei den damals gebräuchlichen Typen der Druckbogen noch von Hand an- und abgelegt werden musste, hatte die „Heidelberger“ einen sogenannten Propellergreifer. Dieser rotierende Greifer, 1912 von dem Kölner Buchdrucker Karl Gilke entwickelt, nahm den Bogen selbständig vom Papierstapel der Anlage auf, führte ihn in die Maschine und legte ihn nach dem Bedrucken wiederum selbständig in der Auslage ab. Das verringerte einerseits das hohe Verletzungsrisiko für den Drucker sehr und erhöhte andererseits die wirtschaftliche Leistung der Maschine drastisch: Bereits der Prototyp mit den Propellergreifern fertigte 1000 Drucke in der Stunde. Der erste in Serie produzierte Typ lag bereits bei ca. 3000 Bogen. Bis in die 1960er Jahre konnte die Stundenleistung auf 5500 Drucke gesteigert werden. Dieses Tempo konnte aber nur bei einfachen Arbeiten mit „unproblematischen“ Papiersorten (also keinem Florpost oder dickem Karton), die nicht registerhaltig sein müssen (wie z. B. einfarbige Wurfzettel), erzielt werden. In der aktuellen Praxis wird ein OHT nicht mehr mit dieser „Höchstgeschwindigkeit“ betrieben. Neben der Registerproblematik spielt dabei auch eine Rolle, dass bei niedrigen Geschwindigkeiten der Verschleiß vernachlässigbar klein wird und seit dem Produktionsstopp 1985 auch die Ersatzteilsituation eine zunehmende Rolle spielt.
Ein weiterer Punkt, der zum Erfolg des OHT entschieden beitrug, ist seine große Bandbreite an Einsatzmöglichkeiten: Während vergleichbare Maschinen der damaligen Zeit als reine Farb-Druckmaschinen ausgelegt waren, konnten die OHT eine Vielzahl anderer Aufgaben bewältigen. Mit nur minimalen Umbauarbeiten (z. B. Wechsel des Papieraufzugs auf dem Gegendruck auf ein Stanzblech) kann die Maschine stanzen, rillen, perforieren. Auch Blindprägungen und mit einem etwas aufwendigeren zusätzlichen Rüstsatz Heißfolienprägungen sind schnell umzusetzen.
Die Heidelberger Tiegeldruckpresse wurde in zwei Formaten hergestellt: 10 × 15″ (25 × 38 cm) und 13 × 18″ (34 × 46 cm). Der große Tiegel war nur für „nicht druckende“ Arbeiten ausgelegt, hatte also kein Farbwerk.

### Druckvorgang
Die im Leerlauf befindliche Maschine wird vom Drucker mit dem Kupplungshebel (A) in Betrieb gesetzt. Der sogenannte Saugarm (B) nimmt einen einzelnen Papierbogen aus der Anlage (C) auf und übergibt ihn an den rotierenden, zweiarmigen Doppel-Greifer (D), der ihn mit einer Vierteldrehung (im Uhrzeigersinn) auf den Gegendruck (E) zieht. Gleichzeitig aktiviert der Bediener den Druckhebel (F), der die Stärke des Pressvorgangs steuert. Die Maschine „fährt zu“ (Kraftschluss von Druck und Gegendruck) und führt den eigentlichen Druckvorgang aus (G). Die Maschine öffnet sich wieder, der Greifer vollführt eine weitere Vierteldrehung und legt den bedruckten Bogen in der Auslage (H) ab.
Grundsätzlich sind auf dem OHT auch hochwertige Mehrfarbendrucke (CMYK und Rasterung) möglich. Dazu wird die Maschine mit wenigen Handgriffen für den „registerhaltigen Druck“ eingestellt. Nun wird bei jedem Druckvorgang der Greiferarm kurz geöffnet, der zu bedruckende Bogen „fällt“ in die sogenannten „Druckmarken“, die sich exakt justieren lassen und den Bogen genauestens ausrichten. Nach dem Bedrucken schließt sich der Greifer wieder und transportiert den Bogen weiter.
Bei solchen Aufträgen müsste der Bogen, da der Tiegel nur ein Farbwerk hat, für jede Farbe separat durch die Maschine geführt werden. Solche Arbeiten sind also möglich, aber nicht die „Kernkompetenz“ des OHT. Andere Maschinen (mit zum Beispiel zwei oder vier Farbwerken) konnten / können solche Aufgaben (auch auf Grund ihrer größeren Formate, die mehrere Drucknutzen ermöglichen) wirtschaftlicher erledigen.
In den weiter unten aufgeführten Weblinks sind mehrere Beispiel-Videos der Original Heidelberger Tiegeldruckpresse im Einsatz gelistet.

## Galerie

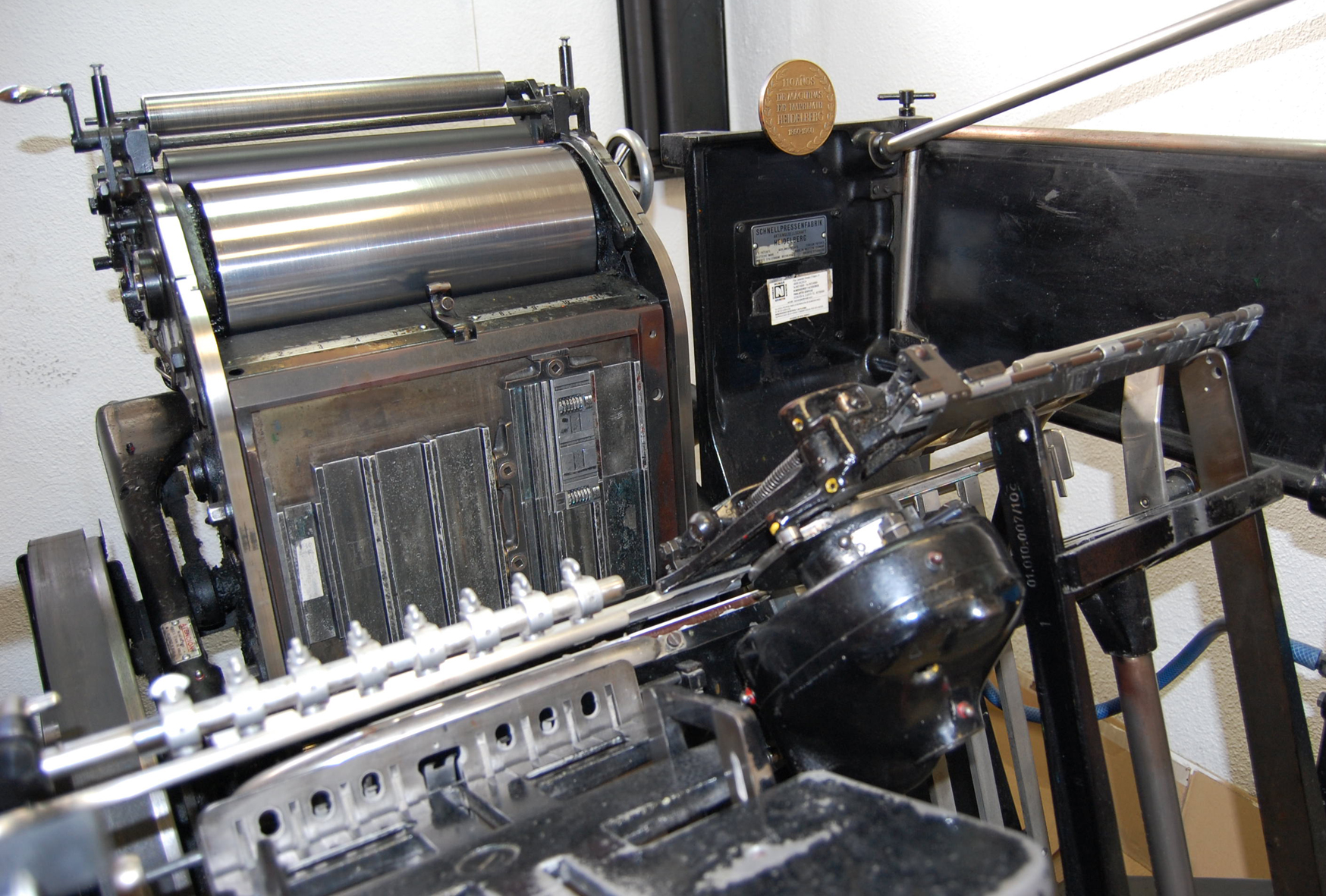
Geöffneter Tiegel mit eingesetztem Schließrahmen. Es sind zwei Nummerierwerke zu sehen.
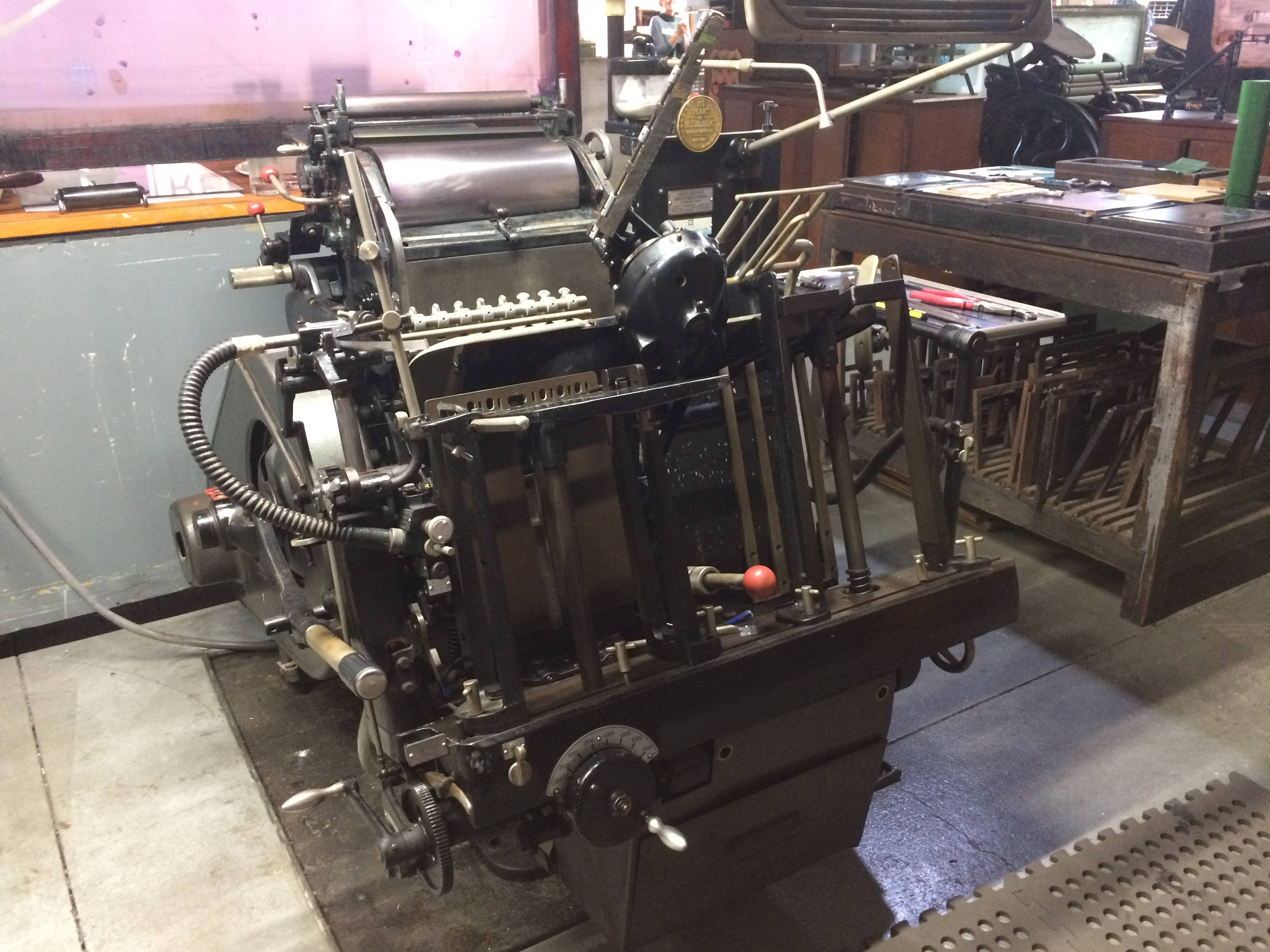
Halboffener Tiegel. Links außen der Kupplungshebel der Maschine zum Anfahren. Der rote Kugelkopf gehört zu dem Hebel, der die Druckstärke reguliert.
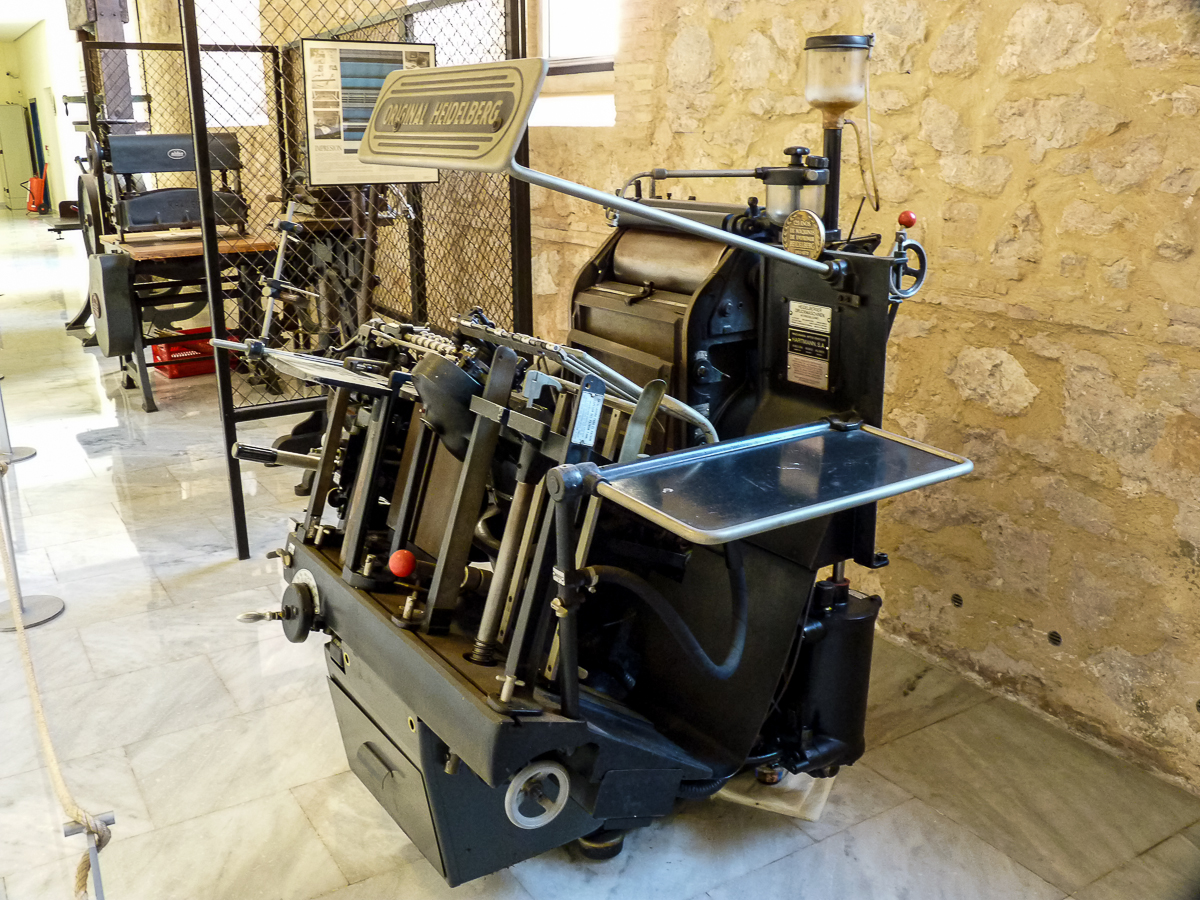
Rechte Seite des OHT. Hinten an der Maschine ist der Pumpzylinder der Maschine zu sehen, der die Pneumatik reguliert.
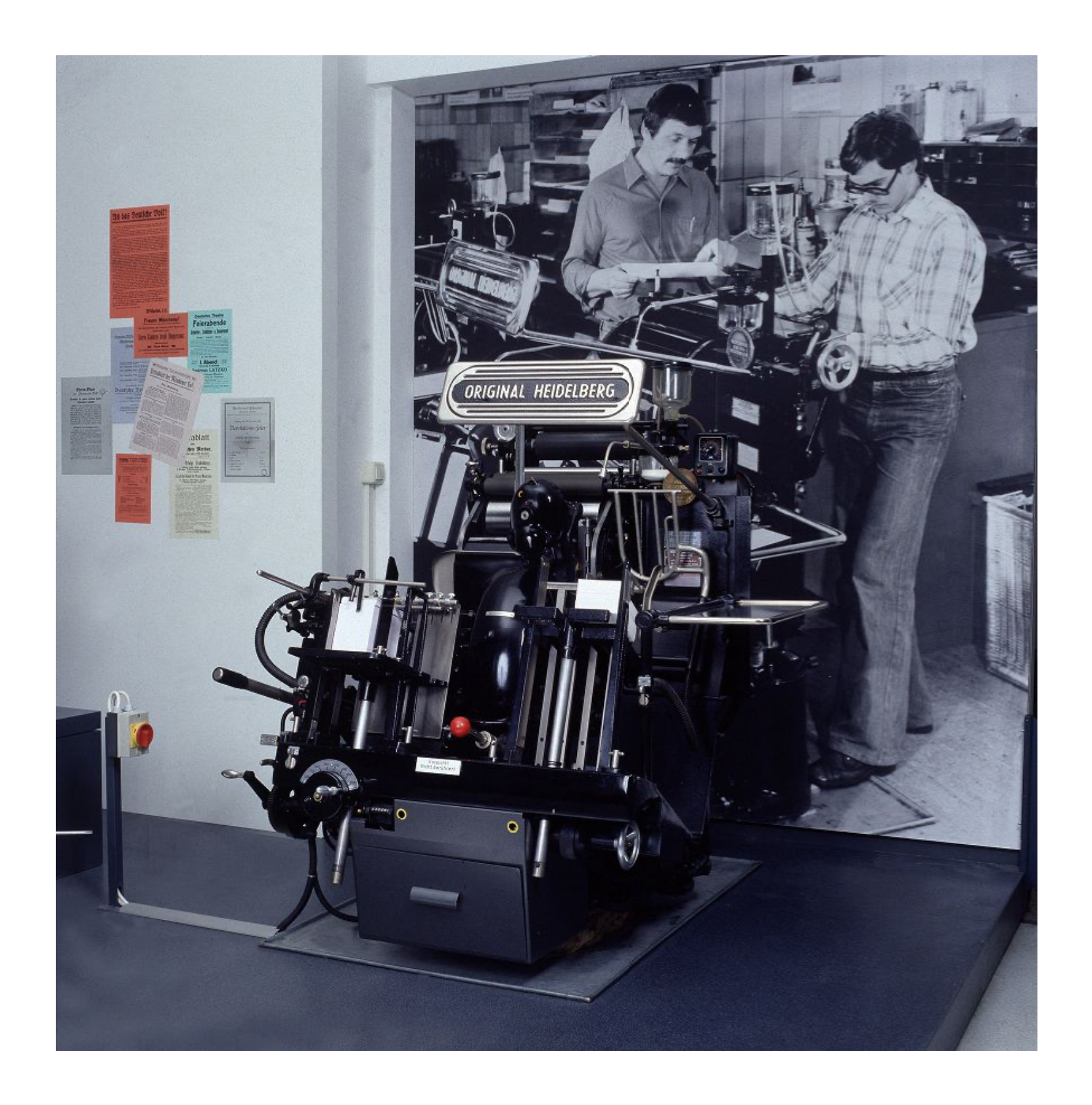
Heidelberger Tiegel im Deutschen Museum. Das große Schild mit dem Firmennamen ist schwenkbar, was zum sofortigen Stillstand der Maschine führt.